# Леснювка (Підкарпатське воєводство)
Леснювка (пол. Leśniówka) — село в Польщі, у гміні Хоркувка Кросненського повіту Підкарпатського воєводства.
Населення — 535 осіб (2011).
У 1975-1998 роках село належало до Кросненського воєводства.

## Демографія
Демографічна структура станом на 31 березня 2011 року:
|          | Загалом | Допрацездатний вік | Працездатний вік | Постпрацездатний вік |
| -------- | ------- | ------------------ | ---------------- | -------------------- |
| Чоловіки | 271     | 65                 | 172              | 34                   |
| Жінки    | 264     | 60                 | 135              | 69                   |
| Разом    | 535     | 125                | 307              | 103                  |